# Alilat
Alilat ou Alat (em árabe: اللات; romaniz.: al-Lāt)) foi uma deusa da Arábia pré-islâmica, que era uma das três deusas supremas de Meca. É mencionada no Alcorão (Sura 53:19), a qual indica que na Arábia pré-islâmica era considerada uma das três filhas de Alá, junto com Manate e Uza.